# 아돌포 페데르네라
앙헬 아마데오 라브루나(스페인어: Angel Amadeo Labruna, 1918년 11월 15일 ~ 1995년 5월 12일)는 아르헨티나의 전 축구 선수이다.
그는 선수 생활 대부분을 리버 플레이트에서 뛰었으며, 라 마키나(스페인어: La Máquina)로 불리는 선수들 중 한 명이었다. 국가대표로 있는 기간이 하필이면 FIFA 월드컵이 개최되지 못하던 시기였다. 1942년 FIFA 월드컵은 제2차 세계대전으로 인해 취소, 1946년 FIFA 월드컵 역시 제2차 세계대전의 후유증으로 인해 취소되었다.
또한 콜롬비아 감독으로 1962년 FIFA 월드컵에 참가하였다.